# غوهايا
غوِهايا (الاسم العلمي: Guihaia)، جنس نباتات يتألف من ثلاثة أنواع من فصيلة النخلية ثنائية المسكن، تنتشر في الصين وفيتنام. ولعل أبرز ما يميزها هو أنه النخل الوحيد ذو الأوراق الكفية الذي يحتوي على طيات متكررة (على شكل حرف A). أما الأوراق الكفية الأخرى، فلها طيات غير متكررة (على شكل حرف V). أما غوهايا رمحية الأوراق Guihaia lancifolia، فلها أوراق غير مقسمة.

## الأنواع
| الصورة | الاسم العلمي                                                     | التوزيع                                   |
| ------ | ---------------------------------------------------------------- | ----------------------------------------- |
|        | Guihaia argyrata (S.K.Lee & F.N.Wei) S.K.Lee, F.N.Wei & J.Dransf | الصين: قويتشو، قوانغشي، غوانغدونغ وفيتنام |
|        | Guihaia grossefibrosa (Gagnep.) J.Dransf., S.K.Lee & F.N.Wei     | الصين: قوانغدونغ، قوانغشي وفيتنام         |
|        | Guihaia heterosquama X. Y. Li                                    | الصين: تشونغتشينغ؛ منطقة فولينغ           |
|        | Guihaia lancifolia K. W. Luo & F. W. Xing                        | الصين: قوانغشي                            |